# Luigi Lucherini
Luigi Lucherini (Arezzo, 6 gennaio 1930 – Arezzo, 9 agosto 2022) è stato un politico italiano, sindaco di Arezzo dal 1999 al 2006.

## Biografia
Si laurea in ingegneria a Pisa nel giugno 1956, ha due figli. È un tecnico nel campo dell'ingegneria civile, dell'urbanistica, dell'architettura e del design industriale, titolare di uno studio associato che ha affidato ai figli nel 2000.
È stato Presidente del Sindacato nazionale ingegneri liberi professionisti italiani dal 1986 al 1995, membro di commissioni tecniche insediate all'interno della Confederazione europea degli ingegneri consulenti e della Commissione Euro-Araba per i rapporti interprofessionali, fra il 1983 ed il 1986.
Di orientamento liberale, entra in politica tra le file di Forza Italia, con cui viene eletto per la prima volta a sindaco di Arezzo il 27 giugno 1999 e la seconda il 26 giugno 2004 (ballottaggio delle elezioni del 12 e 13 giugno).
Il suo secondo mandato amministrativo si interrompe a causa delle indagini della magistratura che lo accusano di abuso d'ufficio continuato. Secondo quanto emerso dalle indagini, il motivo dell'accusa era la presenza di un accordo segreto che prevedeva di apporre il nome di un altro studio associato a progetti in realtà provenienti da quello del sindaco. I progetti venivano poi approvati in consiglio comunale.
Nel giugno 2008, Lucherini viene condannato in primo grado a 2 anni per abuso d'ufficio con altre 10 persone, per lo più appartenenti a Forza Italia e Alleanza Nazionale.
In occasione della tornata amministrativa del 2011, si ricandida di nuovo a sindaco di Arezzo con una lista civica Progetto per Arezzo Lucherini con cui ottiene poco meno del 7% dei voti.